# Czap Darre
Czap Darre – wieś w Iranie, w ostanie Azerbejdżan Zachodni, w szahrestanie Takab. W 2006 roku liczyła 623 mieszkańców.